# Shi Junjie
Shi Junjie –en xinès tradicional: 石俊傑; en xinès simplificat: 石俊杰; en pinyin: Shí jùnjié– (12 de novembre de 1980) és una esportista xinesa que va competir en judo, guanyadora d'una medalla d'or al Campionat Mundial de Judo de 2007, i una medalla d'or al Campionat Asiàtic de Judo de 2007.

## Palmarès internacional
| Campionat del món | Campionat del món        | Campionat del món | Campionat del món |
| Any               | Lloc                     | Medalla           | Categoria         |
| ----------------- | ------------------------ | ----------------- | ----------------- |
| 2007              | Rio de Janeiro ( Brasil) | 1                 | –52 kg            |
| Campionat Asiàtic |                          |                   |                   |
| Any               | Lloc                     | Medalla           | Categoria         |
| 2007              | Kuwait ( Kuwait)         | 1                 | –52 kg            |